# SEC13
SEC13 (англ. SEC13 homolog, nuclear pore and COPII coat complex component) – білок, який кодується однойменним геном, розташованим у людей на короткому плечі 3-ї хромосоми.  Довжина поліпептидного ланцюга білка становить 322 амінокислот, а молекулярна маса — 35 541.
| 10         |  | 20         |  | 30         |  | 40         |  | 50         |
| ---------- |  | ---------- |  | ---------- |  | ---------- |  | ---------- |
| MVSVINTVDT |  | SHEDMIHDAQ |  | MDYYGTRLAT |  | CSSDRSVKIF |  | DVRNGGQILI |
| ADLRGHEGPV |  | WQVAWAHPMY |  | GNILASCSYD |  | RKVIIWREEN |  | GTWEKSHEHA |
| GHDSSVNSVC |  | WAPHDYGLIL |  | ACGSSDGAIS |  | LLTYTGEGQW |  | EVKKINNAHT |
| IGCNAVSWAP |  | AVVPGSLIDH |  | PSGQKPNYIK |  | RFASGGCDNL |  | IKLWKEEEDG |
| QWKEEQKLEA |  | HSDWVRDVAW |  | APSIGLPTST |  | IASCSQDGRV |  | FIWTCDDASS |
| NTWSPKLLHK |  | FNDVVWHVSW |  | SITANILAVS |  | GGDNKVTLWK |  | ESVDGQWVCI |
| SDVNKGQGSV |  | SASVTEGQQN |  | EQ         |  |            |  |            |

A: Аланін

C: Цистеїн

D: Аспарагінова кислота

E: Глутамінова кислота

F: Фенілаланін

G: Гліцин

H: Гістидин

I: Ізолейцин

K: Лізин

L: Лейцин

M: Метіонін

N: Аспарагін

P: Пролін

Q: Глутамін

R: Аргінін

S: Серин

T: Треонін

V: Валін

W: Триптофан

Кодований геном білок за функцією належить до фосфопротеїнів. 
Задіяний у таких біологічних процесах як транспорт, транспорт білків, транспорт мРНК, транслокація, транспорт між ендоплазматичним ретикулумом і апаратом Гольджі, поліморфізм, ацетиляція, альтернативний сплайсинг. 
Локалізований у ядрі, мембрані, ендоплазматичному ретикулумі, цитоплазматичних везикулах, лізосомі, комплексі ядерної пори.